# Bekræftelsesbias
 Denne artikel bør gennemlæses af en person med fagkendskab for at sikre den faglige korrekthed.

Bekræftelsesbias er menneskers tendens til at søge bekræftelse og validering af eksisterende holdninger, meninger og overbevisninger. Det indebærer, at man primært søger information, der bekræfter det, man allerede tror på, og ignorerer eller afviser information, der modsiger ens holdninger.

## Eksempler
Et eksempel på bekræftelsesskævhed kan være, hvis en person har en stærk overbevisning om, at klimaforandringer ikke er reelle eller menneskeskabte. Denne person vil sandsynligvis søge efter information, der bekræfter denne holdning, såsom artikler eller videoer fra kilder, der benægter klimaforandringer eller argumenterer for naturlige årsager til temperaturstigninger.
Samtidig vil personen afvise eller ignorere information, der modsiger deres holdning, såsom videnskabelige undersøgelser, der dokumenterer menneskets påvirkning på klimaet. Dette sker, fordi personen søger bekræftelse af deres eksisterende overbevisning og har en tendens til at afvise eller bagatellisere information, der udfordrer deres synspunkt.
På denne måde kan bekræftelsesskævhed forhindre personen i at få en bredere forståelse af emnet og være åben for alternative perspektiver eller nye oplysninger, der kan ændre deres holdning.
Et andet eksempel på bekræftelsesskævhed kunne være en person, der har en stærk politisk overbevisning. Lad os sige, at de identificerer sig som tilhænger af en bestemt politisk ideologi eller parti. Denne person vil sandsynligvis søge efter information, der bekræfter deres politiske holdninger og ideer, såsom artikler, nyheder eller sociale medieindlæg fra kilder, der er enige med deres synspunkt.
Samtidig vil personen være tilbøjelig til at afvise eller ignorere information, der udfordrer deres politiske overbevisning, såsom forskning eller argumenter fra andre politiske retninger. Dette skyldes, at personen søger bekræftelse af deres eksisterende politiske holdninger og har en tendens til at afvise eller nedtone information, der modsiger deres synspunkt.
På denne måde kan bekræftelsesskævhed forhindre personen i at få en bredere forståelse af politiske spørgsmål og være åben for alternative perspektiver eller nye oplysninger, der kan udfordre eller ændre deres politiske holdninger. Det kan også bidrage til polarisering og manglende dialog mellem forskellige politiske grupper.